# Appareil cloisonné

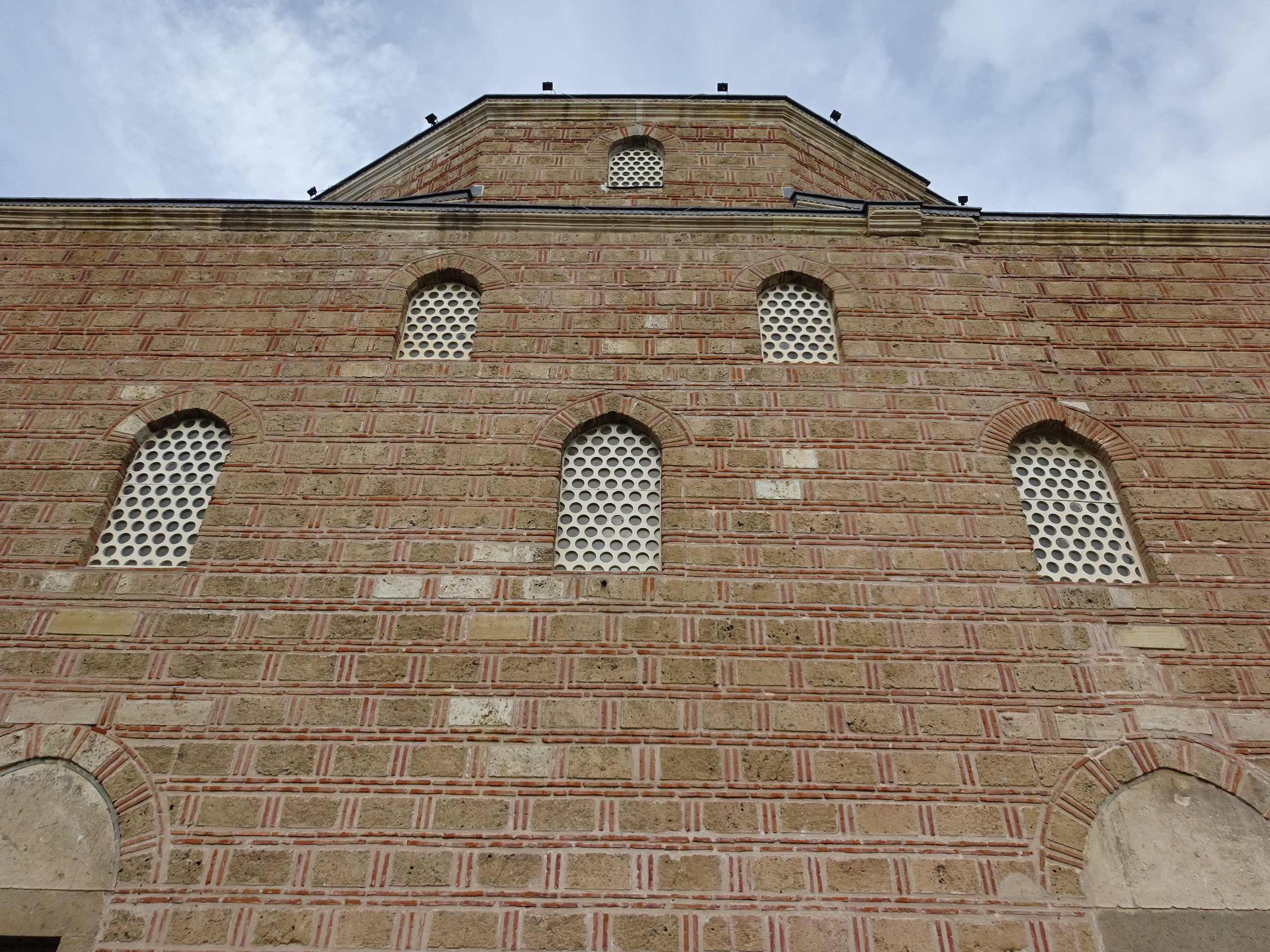
Mur en appareil cloisonné sur la mosquée Mustafa Pacha de Skopje, Macédoine.

L'appareil cloisonné est une maçonnerie faite de mortier et de pierres de taille séparées les unes des autres par des briques plates. Les pierres, en moyen appareil, sont disposées de façon régulière. Cet appareil est typique de l'architecture grecque et byzantine et il a été réemployé plus tard par l'architecture ottomane.
L'appareil cloisonné a uniquement une fonction esthétique et il est utilisé en placage, par exemple sur un mur en moellons. Il n'est visible que sur les monuments importants, par exemple des églises ou des mosquées. Bien souvent, il n'apparaît que sur quelques parties de l'édifice. Ainsi, dans le cas d'églises grecques, il peut être utilisé uniquement sur la partie supérieure des murs ou sur un dôme ou une abside.
Il est apparu en Grèce pendant l'époque paléochrétienne mais il n'a été massivement utilisé qu'à partir du Xe siècle. Les premiers exemples d'appareil cloisonné médiéval se trouvent sur les églises de Kastoria en Macédoine grecque. Vers le XVe siècle, alors qu'ils ont achevé la conquête de l'Empire byzantin, les Ottomans réemploient l'appareil cloisonné sur leurs propres monuments. Il s'agit d'un des nombreux emprunts byzantins dans l'architecture ottomane.